# Горняк (стадион, Кривой Рог)
Стадион «Горняк» (ранее — стадион шахты «Октябрьская») — многофункциональный стадион в городе Кривой Рог.

## История
Открыт в 1956 году.
До 2020 года был домашней ареной клуба «Горняк», 20 августа 2020 года был переименованный в «Кривбасс», который продолжает выступать на этом стадионе.
Вместимость — 2500 мест, освещение — 400 люкс. Площадь — 2,5 га.